# Léon Cladel

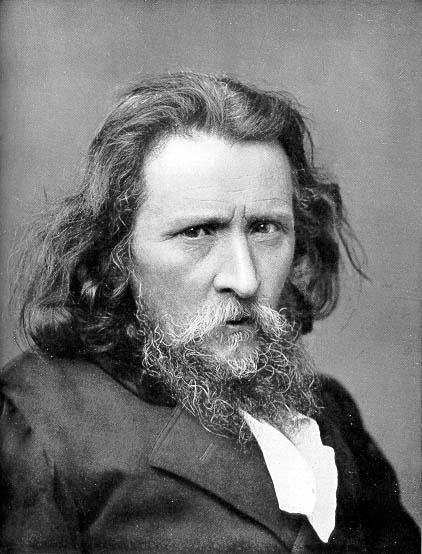
Léon Cladel

Léon Cladel (Montauban, 13 maart 1835 - Sèvres, 21 juli 1892) was een Frans schrijver.
Cladel trok op twintigjarige leeftijd naar Parijs en debuteerde met "Les Martyrs ridicules" met voorwoord door Charles Baudelaire die hem onder zijn hoede had genomen. Zijn twee gekendste werken "Le Bouscassié" en "La Fête votive de Saint-Bartholomée Porte-Glaive" dateren uit respectievelijk 1869 en 1872. Zijn roman "Ompdrailles, le tombeau des lutteurs" was na Cladels overlijden de inspiratiebron voor beeldhouwer Charles Van der Stappen die als eerbetoon in 1892 het werk Dood van Ompdrailles (Frans: Mort d'Ompdrailles) realiseerde, een beeldhouwwerk dat te bezichtigen is in de Brusselse Koningstuin. Zijn roman "Kyrielle des Chiens" was geïnspireerd op de honden geschilderd door Joseph Stevens.
In 1871 huwde hij Julia Mullem. Ze kregen zes kinderen. De oudste van zijn dochters, Judith-Jeanne werd zelf ook een schrijfster, en biograaf van zowel haar vader als Auguste Rodin. Judith had enige jaren een relatie met de Belg Edmond Picard, een vriend van haar vader. Zijn vijfde dochter, Esther, was de moeder van de Belgische schrijfster Dominique Rolin.
- Bibliothèque nationale de France: cb11896898r (data)
- Catàleg d'autoritats de noms i títols de Catalunya: 981058508878606706
- Gemeinsame Normdatei: 119149052
- International Standard Name Identifier: 0000 0001 0905 1822
- Library of Congress Control Number: n89600199
- Nationale Bibliotheek van Tsjechië: kup19990000015827
- Nationale bibliotheek van Australië: 35170963
- Nationale Bibliotheek van Israël: 987007278379905171
- Nederlandse Thesaurus van Auteursnamen: 069038856
- Système universitaire de documentation: 026789760
- Trove: 850742
- Virtual International Authority File: 59080486
- WorldCat: E39PBJvMvy4G793Fq3GGtkb68C